# Brakujące ogniwo (film)
Brakujące ogniwo (ang. Missing Link) – amerykański film przygodowy z 1988 roku oparty na scenariuszu i reżyserii Davida Hughes i Carola Hughesów. Wyprodukowany przez Universal Pictures.
Premiera filmu miała miejsce 1 czerwca 1988 roku.

## Opis fabuły
Historia filmu ma miejsce milion lat temu w Afryce. Człekokształtne stworzenie, porośnięte niezbyt gęstą rudą sierścią, z rudą grzywą włosów opadającą na ramiona, pewnego dnia zastało całe swe plemię bestialsko wymordowane przez ludzi. Bohater opowieści przy zwłokach swojej samicy i dziecka znalazł narzędzie zbrodni – toporek z krzemiennym ostrzem. Zabrał go, choć nie znał jego przeznaczenia. Słysząc ludzkie głosy, wiedziony lękiem, opuścił terytorium, na którym żył. Ruszył w długą samotną wędrówkę, by znaleźć istoty takie jak on. Odkrywał świat pełen zwierząt, świat tętniący życiem. Widział śmierć, niestrudzone zabiegi prokreacyjne i nieustanną walkę o byt. Przemierzał ziemię, uciekając przed wrogimi istotami, które umiały krzesać ogień, porozumiewały się językiem i nie chciały zaakceptować go na zdobywanych przez siebie terytoriach.

## Obsada
- Michael Gambon jako narrator (głos)
- Peter Elliott
- Brian Abrahams
- Clive Ashley
- Fred T. Baker
- Adrian Brett
- David Daley
- Jim Dvorak

i inni